# Pseudobarbella levieri
Pseudobarbella levieri är en bladmossart som beskrevs av Noguchi 1948. Pseudobarbella levieri ingår i släktet Pseudobarbella och familjen Meteoriaceae. Inga underarter finns listade i Catalogue of Life.